# Municipio de Flen
Flen (en sueco: Flens kommun) es un municipio en la provincia de Södermanland, al sureste de Suecia. Su sede se encuentra en la localidad de Flen. El municipio actual se formó en 1971 a través de la fusión de la ciudad de Flen, la ciudad de mercado (köping) de Malmköping y las áreas circundantes.

## Localidades
Hay 8 áreas urbanas (tätort) en el municipio:
| # | Tätort       | Población |
| - | ------------ | --------- |
| 1 | Flen         | 6636      |
| 2 | Malmköping   | 2246      |
| 3 | Hälleforsnäs | 1673      |
| 4 | Sparreholm   | 750       |
| 5 | Mellösa      | 499       |
| 6 | Bettna       | 397       |
| 7 | Orrhammar    | 250       |
| 8 | Skebokvarn   | 209       |